# Кюрасао (лікер)

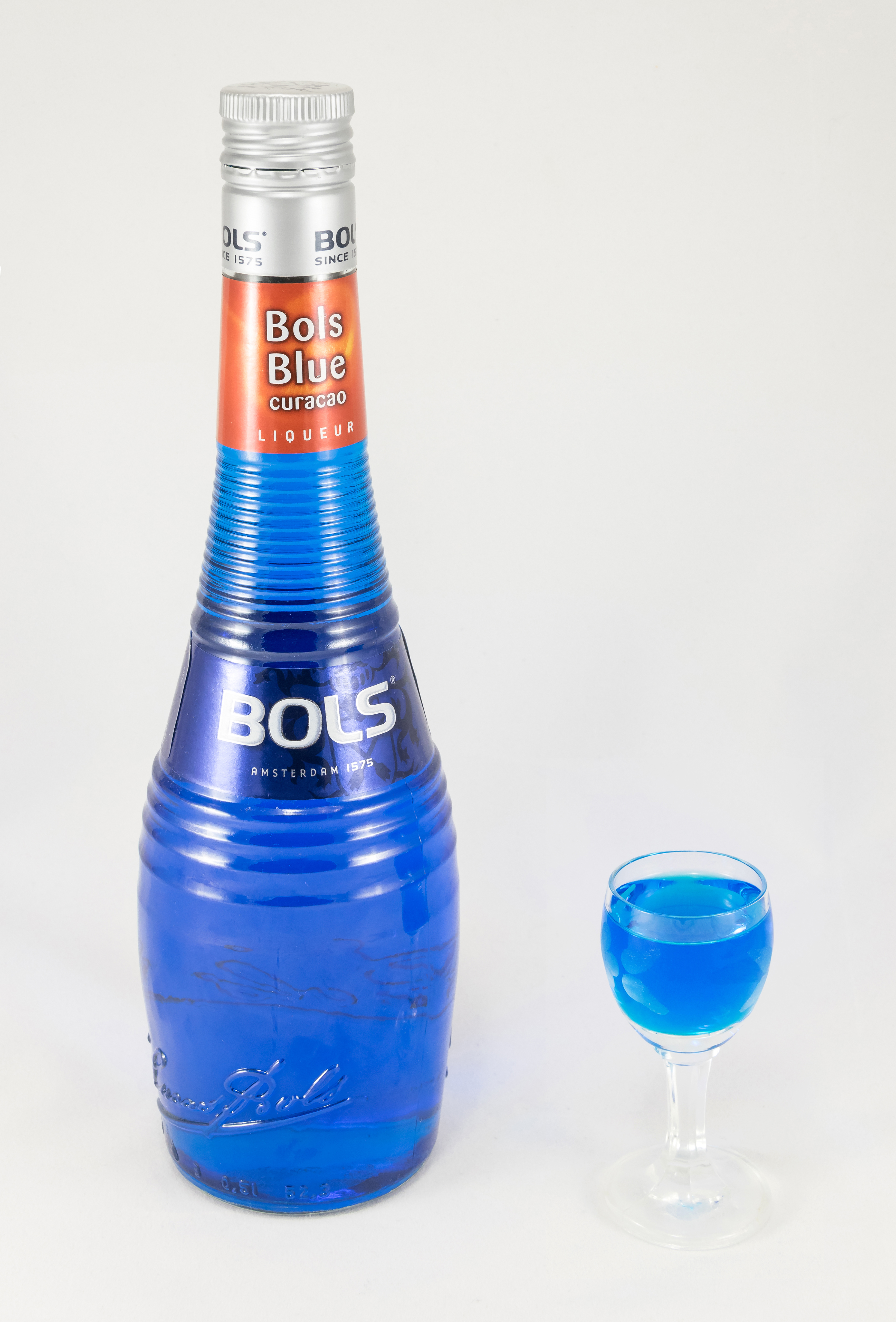
Келих з лікером Блю Кюрасао

Кюрасао (Curaçao) — ароматний лікер, що виробляється із винного спирту з додаванням висушеної апельсинової шкірки, мускатного горіха, гвоздики та кориці. Може бути білим, помаранчевим, блакитним, зеленим або безбарвним. Вміст спирту — 15-40%.
Батьківщина цього напою — острів Кюрасао, який входив до складу Нідерландських Антильських островів (Вест-Індія).
Один з популярних коктейлів, який готується з додаванням лікеру Блю Кюрасао (Monin Blue Curaçao) — Блакитні Гаваї зі світлим ромом, кокосовим молоком і ананасовим соком.